# Bråviken
Bråviken é uma baía do Mar Báltico, localizada na proximidade da cidade sueca de Norrköping, e limitada a norte pela província histórica da Södermanland e a sul pela província histórica da Östergötland. É na realidade um fiorde com uns 50 km de comprimento, e uma profundidade máxima de 54 m.
Uma corrente de superfície leva água doce para a baía, ao mesmo tempo que uma corrente de profundidade faz entrar água salgada no fiorde. A lendária batalha de Bråvalla poderá ter tido lugar nas imediações de Bråviken.